# Guido Westerwelle
Guido Westerwelle (27. prosince 1961, Bad Honnef, Severní Porýní-Vestfálsko – 18. března 2016, Kolín nad Rýnem) byl německý politik. V letech 1994–2001 byl generálním sekretářem a od roku 2001 spolkovým předsedou Svobodné demokratické strany (FDP). Od roku 2006 byl rovněž předsedou parlamentní frakce FDP a od roku 2009 vůdcem opozice ve Spolkovém sněmu. Od 28. října 2009 do roku 2011 byl zástupcem kancléřky (tato funkce je všeobecně nazývána vicekancléř) a zároveň ministrem zahraničí v kabinetu Angely Merkelové. V průběhu roku 2011 funkce předsedy FDP a vicekancléře od něj převzal ministr hospodářství Philipp Rösler. Guido Westerwelle byl nadále až do jmenování třetí vlády Angely Merkelové ministrem zahraničí.

## Politická činnost
Guido Westerwelle vstoupil do FDP v roce 1980. Od roku 1988 je členem spolkového předsednictva FDP. 8. února 1996 se stal poslancem Spolkového sněmu po abdikaci poslance Heinze Lanfermanna. V letech 1993–1999 byl také předsedou krajského vedení FDP v Bonnu. Mezi lety 1994 a 2001 pak během předsednictví Klause Kinkela a Wolfganga Gerhardta zastával funkci generálního sekretáře FDP, přičemž se významnou měrou podílel na přeměně programu strany (tzv. Wiesbadenské principy) a vedl komisi, která program vypracovala.

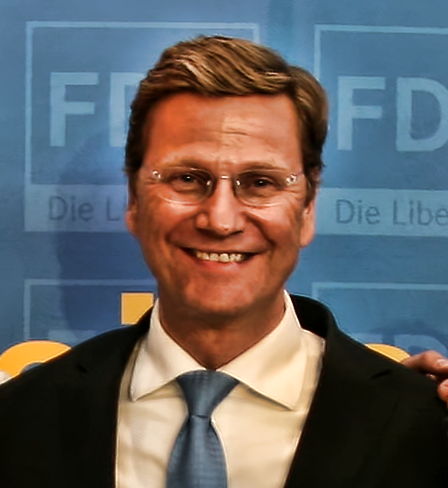
Guido Westerwelle v roce 2009

4. května 2001 byl na spolkovém sjezdu v Düsseldorfu zvolen výraznou většinou nástupcem Wolfganga Gerhardta jako nejmladší spolkový předseda FDP. Nasměroval stranu zejména do oblasti vzdělávání a zdůraznil tradiční zájem FDP o hospodářskou politiku země. Snažil se též FDP profilovat vůči jejím tehdy dřívějším koaličním partnerům CDU/CSU a SPD-Zelení.
V parlamentních volbách roku 2002 vystoupil jako vůbec první kandidát na post kancléře v historii FDP. Volební výsledky FDP se zlepšily o 1,2 % na 7,4 %, ačkoliv původně bylo plánováno v „Projektu 18“ získat alespoň 18 % hlasů, k čemuž Westerwelle během volební kampaně v roce 2002 používal tzv. „Guidomobil“. Navštívil dokonce i účastníky televizní soutěže Big Brother, což mu vyneslo výtky, že z předvolební kampaně dělá zábavnou show.
V roce 2003 byl Westerwelle 79,8 % hlasy delegátů opět zvolen předsedou strany a 2005 na spolkovém sjezdu v Kolíně nad Rýnem s výsledkem 80,1 % hlasů potvrzen v úřadu. V roce 2007 ve Stuttgartu získal Westerwelle doposud nejlepší volební výsledek na spolkovém sjezdu: 87,6 % hlasů. 15. května 2009 byl na spolkovém sněmu potvrzen ve funkci 95,8 % hlasů a překonal tak svůj výsledek z roku 2007.
Po oznámení spolkových voleb v květnu 2005 byl Westerwelle 23. května 2005 nominován jako lídr FDP do parlamentních voleb. Westerwelle byl 2. července 2005 zvolen 48 ze 49 odevzdaných hlasů kandidátem FDP za volební obvod v Bonnu, kde ve spolkových volbách roku 2002 obdržel zhruba 14 procent hlasů prvovoličů. 10. července 2005 byl Westerwelle zvolen na 1. místo kandidátky FDP Severního Porýní-Vestfálska 93,1 procenty hlasů.
V roce 2005 při spolkových volbách ve volebním obvodu v Bonnu získal 8,7 % prvovoličů, ve volbách v roce 2009 ve stejném volebním obvodu 19,1 procent těchto hlasů. Po volbách 2005 do Spolkového sněmu se dohodl s Wolfgangem Gerhardtem, že jej v následujícím roce vystřídá ve funkci předsedy parlamentní frakce. Toto rozhodnutí bylo potvrzeno, ovšem Westerwelle byl zvolen s horším výsledkem, než Wolfgang Gerhardt při svém předchozím znovuzvolení předsedou. Westerwelle nastoupil do této funkce 1. května 2006.
Po parlamentních volbách v roce 2009 nabídla Angela Merkelová Svobodným demokratům účast na vládě a Guido Westerwelle se stal ministrem zahraničí a zástupcem kancléřky. Avšak v průběhu roku 2011 přešla funkce předsedy FDP a vicekancléře na ministra hospodářství Philippa Röslera. Guido Westerwelle byl nadále až do jmenování třetí vlády Angely Merkelové po volbách do Spolkového sněmu 2013, ve kterých se FDP nedostala do parlamentu, ministrem zahraničí.

## Soukromý život

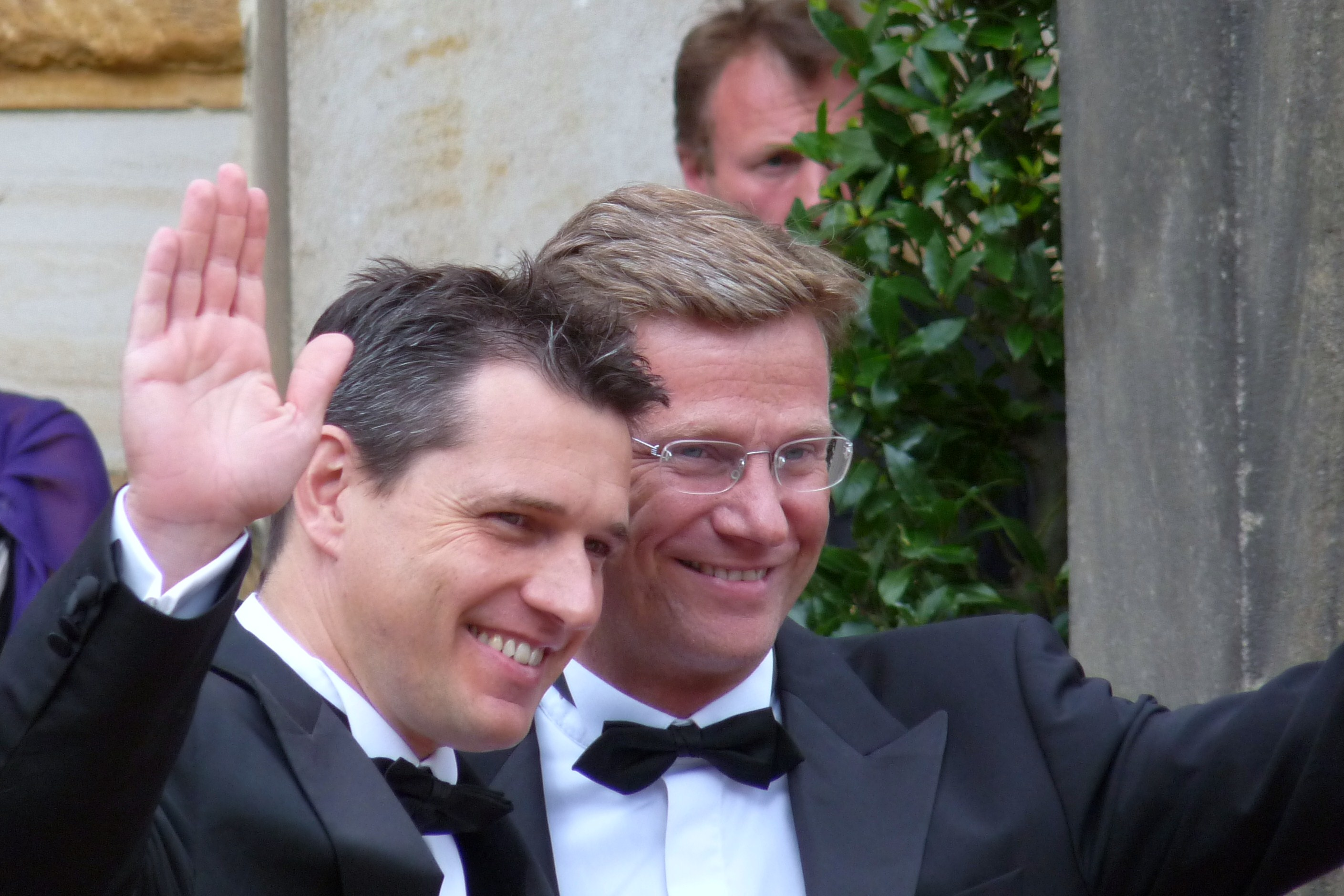
Guido Westerwelle a Michael Mronz (2009)

Guido Westerwelle po maturitě v roce 1980 absolvoval studium právních věd na Univerzitě v Bonnu, které ukončil v roce 1987 první a v roce 1991 druhou právnickou státní zkouškou. V tomto roce byl také uznán za advokáta. V roce 1994 získal doktorát práv na Univerzitě v Hagenu s disertační prací na téma stranické právo a politické mládežnické organizace. Oba Westerwellovi rodiče jsou rovněž právníci.
Westerwelle žil v Bonnu a Berlíně. Jeho životním partnerem byl Michael Mronz, sportovní manažer jezdeckého festivalu CHIO v Cáchách a bratr bývalého profesionálního tenisty Alexandera Mronze. Westerwelle a Mronz spolu 27. září 2010 v Bonnu vstoupili do registrovaného partnerství.
Guido Westerwelle byl prvním politikem na spolkové úrovni, o jehož homosexualitě se veřejnost dozvěděla. Tato informace byla zveřejněna v roce 2001. Po Klausovi Wowereitovi a Ole von Beustovi tak byl Westerwelle třetím předním německým politikem, u něhož homosexualita neměla žádný vliv na poškození pověsti.
V roce 2013 založil nadaci „Westerwelle Foundation. Stiftung für internationale Verständigung.“
V červnu 2014 oznámila německá média, že Guido Westerwelle onemocněl akutní formou leukémie. Nemoc mu byla poprvé diagnostikována poté, co mu mělo být operováno koleno. V březnu 2016 této nemoci podlehl.

## Publikační činnost
- Zwischen zwei Leben: Von Liebe, Tod und Zuversicht. HOFFMANN UND CAMPE VERLAG GmbH, 2015, 240 S.